# Salvador Enguix Oliver
Salvador Enguix Oliver (Alcira, 1965) es un periodista español y profesor de periodismo político en la VIU(Universidad internacional de Valencia). Forma parte de La Vanguardia desde mayo de 1991, año en el que abrió la corresponsalía de Valencia. 

## Biografía[1]
Entre agosto de 1999 y octubre de 2002 fue corresponsal en Bruselas donde reactivó, junto al también periodista de La Vanguardia Marc Bassets, una corresponsalía de larga tradición. Con anterioridad había sido Delegado de Canal 9 en Alicante, Jefe de Sección del diario Mediterráneo de Castellón y colaborador de los diarios El País y Levante. En la actualidad es colaborador de la cadena SER, y tertuliano habitual en  À Punt Mèdia, ràdio  y TV. 
Es Doctor en Comunicación por la Universidad de Valencia. Licenciado en Ciencias de la Información por la Universidad Autónoma de Barcelona, ha  sido profesor asociado de Periodismo Político en la Universidad de Valencia y e la actualidad es docente en la VIU. Ha recibido, entre otros, el Premi de Periodisme de Investigació de El Temps y el premio de periodismo de la Diputación de Valencia. Recientemente  ha sido galardonado con el premio Periodista Local 2019 de los Eisenhower Fellowships.

## Publicaciones
- 2015 — Periodismo político: fundamentos, práctica y perspectivas. Publicacions de la Universitat de València. ISBN 978-84-370-9599-8
- 2016 —  Pseudopolítica: el discurso político en las redes sociales. Departament de Teoria dels Llenguatges de la Universitat de València. ISBN 978-84-608-6737-1
- 2016 —  Opciones discursivas en la cobertura electoral: los temas en la campaña europea de 2014. Eulalia Hernández y M. Isabel López (Eds.): Sodalicia Dona. Homenaje a Ricardo Escavy Zamora. Universidad de Murcia, pp. 231-252.